# Guttorm Hansen
Guttorm Hansen (ur. 3 listopada 1920 w m. Namsos, zm. 2 kwietnia 2009 tamże) – norweski dziennikarz, pisarz i polityk, poseł do Stortingu i jego przewodniczący w latach 1973–1981.

## Życiorys
Początkowo pracował jako mechanik. Kształcił się później na kursach dziennikarskich. Był dziennikarzem magazynu „Menneskevennen”, sekretarzem redakcji gazety „Firdaposten” oraz dziennikarzem partyjnego czasopisma „Namdal Arbeiderblad”. Był autorem publikacji książkowych, m.in. pamiętników.
Zaangażował się w działalność polityczną w ramach Partii Pracy. Od 1955 do 1963 wchodził w skład rady miejscowości Namsos. W latach 1958–1961 był zastępcą poselskim, następnie do 1985 przez sześć kadencji sprawował mandat deputowanego do Stortingu. W kadencjach 1973–1977 i 1977–1981 pełnił funkcję przewodniczącego norweskiego parlamentu. Był długoletnim przewodniczącym Norweskiego Komitetu Atlantyckiego (1966–1985), od 1985 do 1992 zasiadał w Norweskiej Radzie Kultury.

## Publikacje
- Tunsjøguden, 1943.
- Fjellets lasso rundt mitt hjerte. Om vandringer, dyr og folk i Børgefjell og andre namdalske fjelltrakter, 1979.
- Der er det godt å sitte. Hverdag på Løvebakken gjennom hundre års parlamentarisme, 1980.
- Naturvern i Norge, NOU 1980:23, 1980.
- Arti å hør det læll… Trønderhumor i flere variasjoner, 1982.
- Fra min plass. Politiske erindringer 1970–1985, 1986.
- Trehesten, partiet og gutten. Bilder fra en barndom, 1987.
- Etterkrigstid. Politiske erindringer fra 1945 til 1990, 1990.
- Mitt Trøndelag, 1991.
- Å sånt ska styr bygda, 1992.